# Cárcel Central de Montevideo
La Cárcel Central de Montevideo es el nombre que recibe una antigua prisión localizada en la ciudad de Montevideo, Uruguay.

## Historia
Fue construido dentro de las instalaciones del Palacio Central de Policía. La obra de dicho establecimiento penitenciario estuvo a cargo del arquitecto Antonio Fraschetti Rui y la colaboración de los arquitectos Luis Alberto Larroca y Amadeo Lanza.
El centro penitenciario sirvió durante años para recluir a presos que por su importancia política y económica destacaban en el sistema carcelario. Pero fue cerrado en 2013, pasando a ser un centro para la evaluación de los privados de libertad como paso previo a su traslado a los penales que se les asignara. 
En el período de la dictadura militar en Uruguay entre 1973 y 1985, la prisión sirvió para recluir a los opositores políticos al gobierno.